# Kreuzeck (Allgäuer Alpen)
Das Kreuzeck (dt.) oder Kreuzegg (österr.) ist ein 2376 m ü. NHN hoher Berg in den Allgäuer Alpen bei Oberstdorf.
Er gehört zu den sogenannten Grasbergen der Rauheck-Gruppe. Mit dem Kegelkopf trennt er das Dietersbachtal vom Traufbachtal. Der Höhenweg zwischen der Kemptner Hütte und dem Prinz-Luitpold-Haus führt über das Kreuzeck und in diesem Bereich entlang der Grenze zwischen Bayern (Deutschland) und Tirol (Österreich).

## Nachweise
1. 1 2  Lage und Höhe gemäß BayernAtlas
2. 1 2  Lage und Höhe gemäß AustrianMap